# Daniel Friedrich Loos

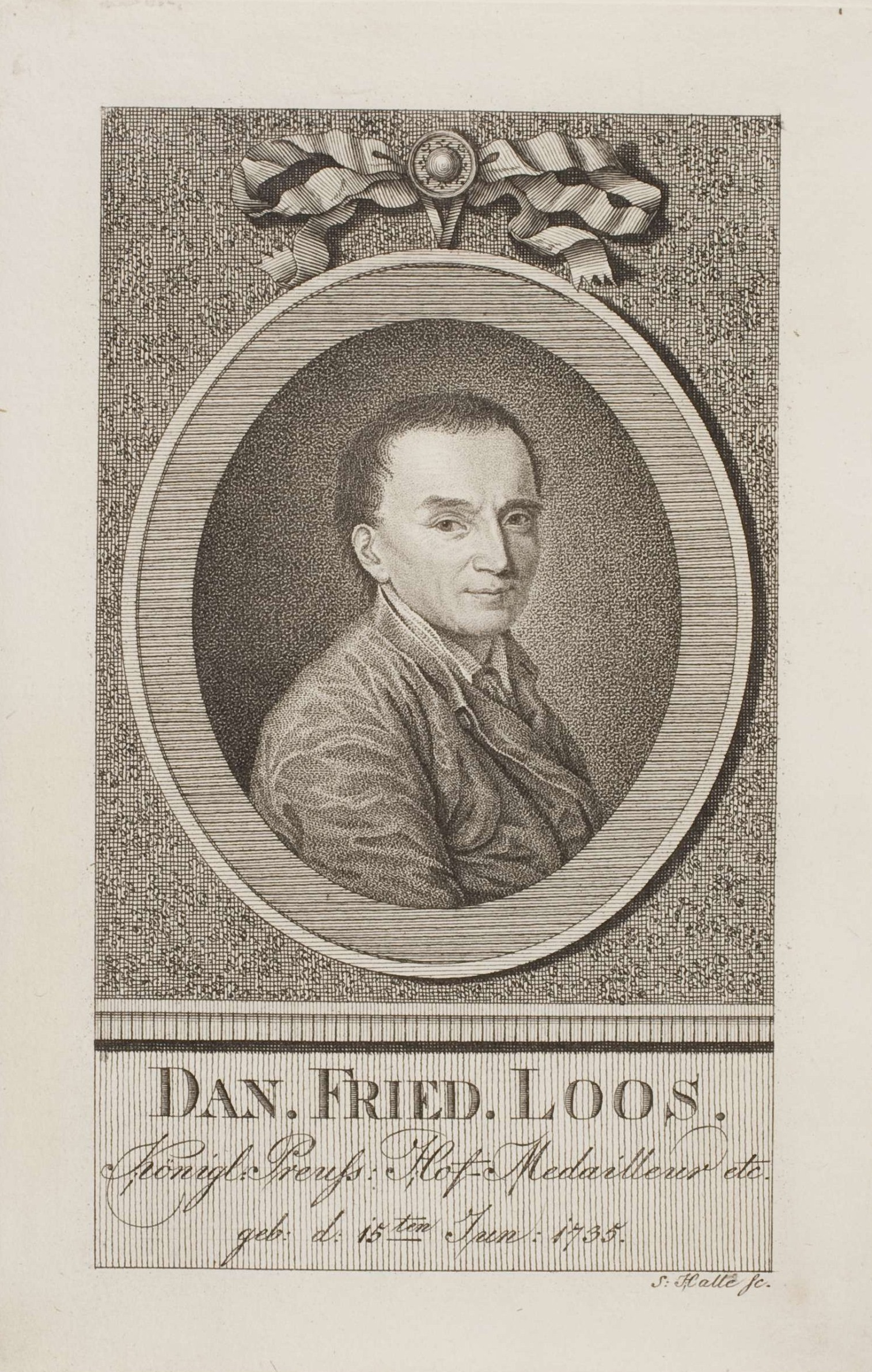
Daniel Friedrich Loos

Daniel Friedrich Loos (* 15. Juni 1735 in Altenburg; † 1. Oktober 1819 in Berlin) war ein deutscher Medailleur, Graveur und Stempelschneider.

## Leben

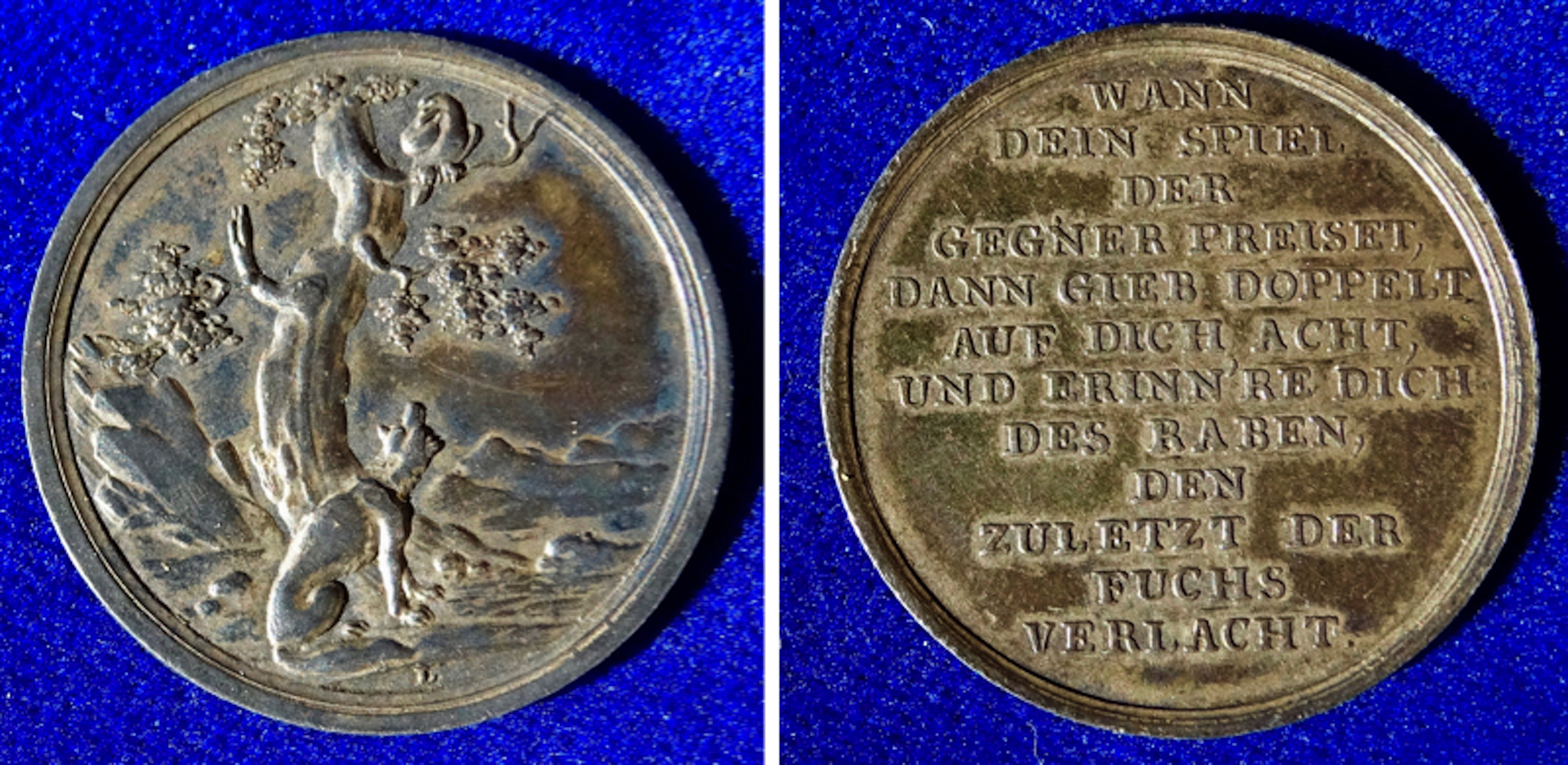
Eine seiner Whistmarken mit der Fabel „Vom Fuchs und Raben“ des griechischen Dichters Äsop.

Loos war als Schüler von Friedrich Stieler (1705–1758) in Altenburg, ab 1754 an der Leipziger Münze und von 1756/57 in Magdeburg an der dortigen Münzprägeanstalt tätig. 1768 wurde er erster Medailleur an der preußischen Hauptmünzprägeanstalt in Berlin und dort später königlich-preußischer Hofmedailleur. Das L (Loos) im Armabschnitt des Brustbilds auf preußischen Friedrich d’ors von 1800 bis 1814 bezeugt seine Tätigkeit als Medailleur an der Berliner Münze. Am 1. Mai 1816 feierte er sein sechzigstes Berufsjubiläum in preußischen Diensten „mit Treue und Auszeichnung“ und ihm wurde eine von seinem Kollegen Gottlieb Goetze gefertigte Bronzemedaille geprägt. Sein Sohn Gottfried Bernhard Loos führte Beruf und Geschäft des Vaters nach dessen Tod als Medaillen-Anstalt fort. Das Hauptgeschäft befand sich in der Ober-Wasserstraße nahe der Jungfernbrücke und warb in einem Adressbuch mit „In dieser Anstalt findet man unter anderem in Gold, Silber und Englischer Bronze ausgeprägt, ein sehr ansehnliches Sortiment von geschichtlichen Denkmünzen, Gelegenheitsmünzen passend als Geschenk […], auch Boston-, Wist- und l’hombre-Blocke sowie Whistmarken sehr verschiedener Art. […] Ein gedrucktes Verzeichniß aller gangbaren Sorten erhält man im Comptoir.“
Loos hatte mindestens zwei Söhne:
- Friedrich Wilhelm Loos (ca. 1767–1819) der älteste Sohn arbeitete mit dem Vater gemeinsam in Berlin und starb kurz nach diesem.
- Gottfried Bernhard Loos (6. August 1774 bis 29. Juli 1843), 1806 bis 1812 Münzmeister sowie Gründer der Medaillenfabrik G. Loos in Berlin, die später von Ludwig Ostermann (1843–1879), dann von Emil Krüger (1879–1895) und ab 1895 von Arthur Krüger fortgeführt wurde.
  - Daniel Loos, Sohn von Gottfried Bernhard Loos, kurzzeitig dessen Nachfolger als Direktor der Firma.

Zur Familie gehören des Weiteren die Stempelschneider Georg Friedrich Loos, tätig 1742 bis 1766 in Nürnberg und Würzburg, und Karl Friedrich Loos, wirksam 1756 bis 1770 in Nürnberg.
Loos war Mitglied und Assessor im Senat der königlichen Preußischen Akademie der Bildenden Künste in Berlin.